# Крахалевка
Крахалёвка — посёлок в Троицком районе Челябинской области. Входит в состав Троицко-Совхозного сельского поселения.

## География
Расположен в центральной части района, на берегу р. Уй. Рельеф — равнина (Западно-Сибирская равнина); ближайшие выс.— 219 и 220 м. Ландшафт — лесостепь. К. связана шос дорогами с соседними населенными пунктами. Расстояние до районного центра (Троицк) 35 км, до центра сельского поселения (пос. Скалистый) — 1 км. 

## История
Поселок основан переселенцами из Малороссии на месте 2 хут. (Крохалев Лог и Крохалевы Горы) в пределах Кособродской станицы. По данным переписи, в 1926 состояла из 18 дворов. 
В 1930 на территории К. разместилось 1-е отделение совхоза «Троицкий». Ныне в К. действует отделение ГУП «Опытно-производственное хозяйство “Троицкое”».

## Население
| 2002 | 2010 |
| ---- | ---- |
| 30   | ↘23  |

(в 1926 — 80, в 1963 — 94, в 1970 — 67, в 1983 — 47, в 1995 — 38)

## Улицы
- Нагорная улица